# Belbolla asupplementata
Belbolla asupplementata is een rondwormensoort uit de familie van de Enchelidiidae. De wetenschappelijke naam van de soort is voor het eerst geldig gepubliceerd in 1974 door Juario.